# Värtsilä
Värtsilä este o fostă comună din Finlanda.